# محلة نو (أيسين)
محلة نو (بالفارسية: محله نو) هي قرية تقع في إيران في قسم أيسين الريفي. يقدر عدد سكانها بـ 1,932 نسمة .